# Kanton Fürstenberg
Der Kanton Fürstenberg bestand von 1807 bis 1813 im Distrikt Einbeck im Departement der Leine des Königreichs Westphalen und wurde durch das Königliche Decret vom 24. Dezember 1807 gebildet. Von den Umstruktierungen zur endgültigen Festsetzung des Zustands der Gemeinden im Departement der Leine vom 16. Juni 1809 war der Kanton nicht betroffen.

## Gemeinden
- Fürstenberg, mit Feldelse
- Boffzen, mit dem Försterhaus
- Derental
- Lüchtringen, mit dem Wirtshaus Otterbach
- Meinbrexen, mit dem Eulenkrug

Bis auf Lüchtringen hatten die Gemeinden des Kantons bis 1807 zum Weserbezirk des Fürstentums Braunschweig-Wolfenbüttel gehört. Diese Gemeinden fielen 1813/14 an dessen Nachfolger, das Herzogtum Braunschweig, zurück. Lüchtringen hatte bis 1807 zum Fürstentum Corvey gehört und fiel 1813/14 an Preußen, wo es 1816 zum Kreis Höxter kam.